# Eurycea aquatica
Eurycea aquatica é um anfíbio caudado da família Plethodontidae endémica dos Estados Unidos da América.